# Eogena contaminella
Eogena contaminella là một loài bướm đêm trong họ Noctuidae.